# César Augusto Ramírez
César Augusto Ramírez Caje (Curuguaty, 1977. március 24. –) paraguayi labdarúgócsatár.
A paraguayi válogatott színeiben részt vett az 1998-as labdarúgó-világbajnokságon.